# Dark Quarterer
Dark Quarterer sono un gruppo musicale heavy metal italiano originario di Piombino, considerato fondatore dell'epic/progressive metal.

## Storia del gruppo

### 1974-1987: Dagli Omega Erre ai Dark Quarterer
Il gruppo originario si formò a Piombino nel 1974 come cover band con il nome Omega Erre. Su suggerimento di Duccio Marchi, Fulberto Serena cominciò a sperimentare sonorità classiche (ispirandosi per esempio a Johann Sebastian Bach), con arpeggi e riff quasi esclusivamente in chiavi minori con lo scopo di dare un tono "scuro" alla propria musica. Da qui il nome "Dark Quarterer", riprendendo il termine "Quarterer" in inglese arcaico "macellaio", "squartatore" quindi "squartatore delle tenebre". Il "logo" che identifica i Dark Quarterer invece fu il risultato di un'idea più generale del gruppo ed appare fin dal primo disco.
Brani originali andarono a comporre il primo album omonimo pubblicato inizialmente dalla toscana Label Service. All'epoca Claudio Cubito, in un numero di Rockerilla del 1987, parlò di una fusione tra epico e progressivo, definendo l'album come precursore di un nuovo genere musicale. L'album però peccava dal punto di vista della produzione, e fu proprio criticando la produzione che la rivista inglese Kerrang! lo stroncò.

### 1989-1995: daThe Etruscan ProphecyaWar Tears
Utilizzando in parte materiale già scritto in precedenza i Dark Quarterer pubblicarono il secondo album The Etruscan Prophecy per la Cobra Records nel 1989. L'album ottenne ottime recensioni, tra cui quella della rivista tedesca Metal Hammer, che valutò l'album con 6 punti su 7.  Ma fu proprio in seguito a questo album che Fulberto lasciò la band (per poi ricomparire solo molti anni dopo con gli Etrusgrave) senza chiarirne le motivazioni e lasciando il gruppo senza chitarrista fino al 1991, quando al suo posto entrò Sandro Tersetti. Lo stile di questo chitarrista blues grande fan di Ritchie Blackmore, era molto diverso da quello del gruppo che era molto più vicino a quello dei Black Sabbath, con le sue armonie scure, così cominciò la ricerca di qualcosa che potesse unire tali stili contrastanti. Nel 1991 il gruppo partecipò al Festival degli Sconosciuti di Ariccia sponsorizzato da Rita Pavone e Teddy Reno. Vinse la sezione gruppo con la canzone Out of line, scritta da Gianni Nepi e Paolo Ninci e prese quindi parte ad un programma TV su Rai Due suonando il pezzo dal vivo. Fu proprio grazie a questo contatto ed all'apparizione televisiva che i Dark Quarterer ottennero il contratto con la tedesca INLINE Music, da cui scaturì nel 1993 War Tears. Gianni Nepi compose la maggior parte della musica e dei testi. Il disco vendette circa 2500 copie, ma l'etichetta scomparve nel nulla poco dopo. Curiosamente, l'album non fu distribuito in Italia perché il distributore italiano 99 Floor non era disposto a pagare per le copie provenienti dalla Germania.

### 1997-2015: DaViolenceaIthaca
Un paio di anni dopo Sandro Tersetti lasciò il gruppo, sostituito nel 1998 da Francesco Sozzi. Nel 2000, in occasione della registrazione del quarto album Violence, uscito nel 2002 per l'etichetta Andromeda Relix, iniziò a collaborare alle tastiere, Francesco Longhi.
Dal 2002 i Dark Quarterer hanno iniziato ad intraprendere un'intensa attività live che li vede protagonisti in tutta Europa, suonando in Inghilterra, Francia, Grecia, Germania, Malta, Cipro, Danimarca, Svezia, Norvegia, Austria.
Nel 2008 la band tornò con il quinto album, Symbols e, all'inizio del 2010 uscì invece il primo live-DVD: Under the Spell. Nel 2012 uscì per My Graveyard Productions una versione ri-elaborata, ri arrangiata e ri-registrata per il 25º anniversario del loro album d'esordio: Dark Quarterer: XXV Anniversary.
Ad aprile 2015 arrivò Ithaca tramite la Metal on Metal Records. Proseguendo l'intensa attività live, che li porta ad esibirsi in tutta Europa e anche come gruppo di punta.

### 2020:Pompei
Il 7 novembre viene pubblicato dalla Cruz del Sur Music il settimo album in studio: Pompei.
2024:Biografia ufficiale
Nel mese di maggio viene pubblicata la biografia ufficiale in italiano della band scritta da Claudio Pino, pochi mesi dopo viene pubblicata la versione in inglese. Titolo italiano "Dalla fabbrica al palco", titolo inglese "From the plant to the stage".
Live
dal 2004 ad oggi i Dark Quarterer hanno suonato in tutta Europa sia in loro concerti che spesso come Headliners in festivals molto importanti. Keep it True in Germania, Metal Magic in Danimarca,  Storm Crusher Festival in Germania, Up The Hammer in Grecia , Court of Chaos in Francia, Luppolo in Rock festival a Cremona, Hammer of Doom in Germania, Muscle of Rock in Svezia, hanno suonato a Vienna, Londra, Wurzburg, Atene, Helsinky, Tromso, Bucarest, Innsbruk, Lisbona, Madrid, Malta, Cipro, Oslo, Copenaghen, Roma, Milano, Firenze,

## Formazione

### Formazione attuale
- Gianni Nepi – basso, voce (1980-presente)
- Paolo "Nipa" Ninci – batteria, percussioni (1980-presente)
- Francesco Sozzi – chitarra (1998-presente)
- Francesco Longhi – piano, tastiere (2003-presente)

### Ex componenti
- Fulberto Serena – chitarra (1980-1990)
- Sandro Tersetti – chitarra (1991-1998)

## Discografia

### Album in studio
- 1987 – Dark Quarterer
- 1989 – The Etruscan Prophecy
- 1993 – War Tears
- 2002 – Violence
- 2008 – Symbols
- 2012 – Dark Quarterer: XXV Anniversary
- 2015 – Ithaca
- 2020 – Pompei

### Album dal vivo
- 2012 – Under the Spell

## Videografia
- 2010 – Under the Spell